# 小行星7777
小行星7777（7777 Consadole）是一颗绕太阳运转的小行星，为主小行星带小行星。该小行星于1993年2月15日发现。

## 轨道参数
小行星7777的轨道半长轴为2.3186041 UA，离心率为0.102。